# 克貝什蒂鄉

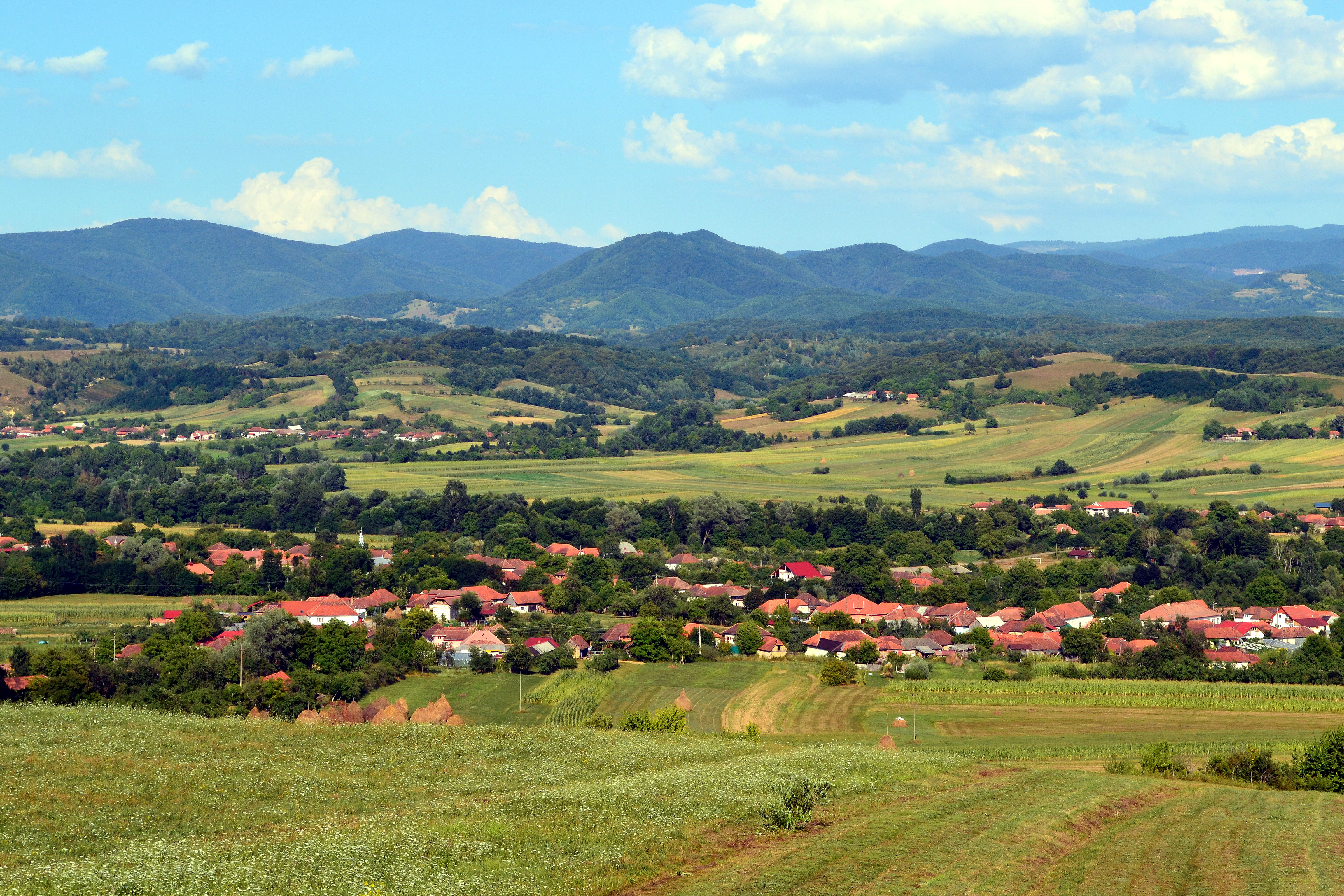

46°46′00″N 22°22′00″E / 46.7667°N 22.3667°E
克貝什蒂鄉（羅馬尼亞語：Comuna Căbești, Bihor），是羅馬尼亞的鄉份，位於該國西北部，由比霍爾縣負責管轄，面積71平方公里，海拔高度206米，2007年人口1,989，人口密度每平方公里28人。